# Paranteză
O paranteză (sau cel mai des referite în perechi ca paranteze) este un semn de punctuație, de obicei folosit în perechi potrivite în cadrul textului, pentru a separa, evidenția sau explica un anumit text. Parantezele rotunde ( ) sau drepte [ ] în limba română arată un adaos în interiorul unei propoziții sau al unei fraze.
Parantezele se folosesc și în expresii matematice unde indică ordinea operațiilor.

## Utilizarea parantezelor în limba română

### Parantezele rotunde
Parantezele rotunde în limba română cuprind o explicație, o precizare sau un amănunt, care îmbogățesc înțelesul propoziției sau al frazei de care sunt legate. În acest sens, parantezele au aceeasi funcțiune ca linia de pauză sau virgulă, când acestea cuprind comunicării care explică sau întregesc propoziția sau fraza în interiorul căreia se află: „Ca apărători ai originalității limbii și literaturii, tot la popor [(] la limba, spiritul și viața lui [)] și la istorie [(]  la viața trecută și la limba cronicarilor [)] trebuiau să se adreseze”.
Parantezele închid fie un cuvânt sau grup de cuvinte în limba română, fie o propoziție sau o frază. Deși uneori, explicația din paranteză este subtitlul sau titlul unei lucrări. Se pun între paranteze rotunde cuvintele sau propozițiile care exprimă atitudinea vorbitorului față de cele spuse înainte: „Și-n adevăr, Neculai Isac, căpitan de mazâli de la Bălăbănești [(] ce nume! ce titlu! ce gintă![)], face parte din spița acelor care în vremuri legendare se băteau cu taurii și cu leții”.
În limba română grupul de cuvinte sau propozițiile închise între paranteze constituie o propoziție (respectiv frază) de sine stătătoare din punct de vedere gramatical sau fac parte din aceeași propoziție sau frază ca și grupul sintactic al cărui înțeles îl explică. Cuprinsul parantezei e despărțit prin punct (semnul întrebării, semnul exclamării) atât de grupul sintactic anterior, cât și de cel care urmează. Punctul (semnul întrebării, al exclamării) al doilea se pune înaintea ultimei paranteze.

### Parantezele drepte
Parantezele drepte se folosesc cu scopul de a închide un adaos inserat într-un text citat. Ele ajută la separarea spuselor adăugate, sau de câte ori este nevoie de intervenit cu o lămurire: „[Oltul] va continua să crească și printre brazi, fără ca în acest timp totuși vreun afluent să i se ivească pe maluri”. (Geo Bogza)
Parantezele drepte sunt de asemenea folosite pentru a marca datele bibliografice culese de catalogator din alte părți ale publicației decât pagina de titlu ori stabilite de catalogator cu ajutorul unor izvoare de informare exterioare publicației.